# 4557 Міка
4557 Міка (4557 Mika) — астероїд головного поясу, відкритий 14 грудня 1987 року.
Тіссеранів параметр щодо Юпітера — 3,214.